# Tarot

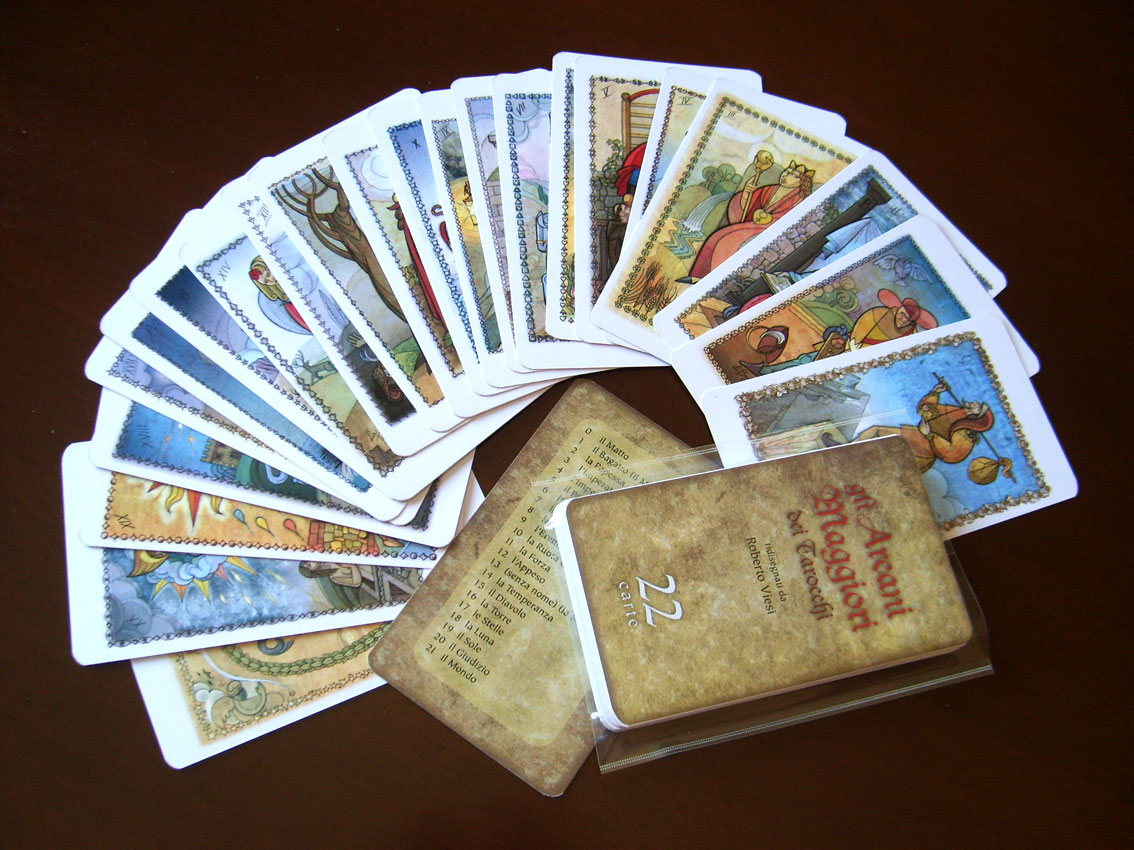
Bộ bài gồm 22 lá lấy cảm hứng từ Tarot of Marseilles, nhưng với phong cách vẽ tranh của tác giả.

Tarot (phát âm tiếng Pháp: [ta.ʁo], đầu tiên được gọi là trionfi và sau đó là tarocchi hoặc tarock) là một bộ bài dùng để chơi, được sử dụng từ giữa thế kỷ 15 ở nhiều vùng khác nhau của Châu Âu để chơi các trò chơi như tarocchini của Ý, tarot của Pháp và Königrufen của Áo, nhiều trong số đó vẫn được chơi cho đến ngày nay. Vào cuối thế kỷ 18, một số bộ bài tarot bắt đầu      được sử dụng để bói toán thông qua việc đọc bài tarot và xem bói bài, dẫn đến các bộ bài tùy chỉnh được phát triển cho những mục đích huyền bí như vậy.
Giống như những cách chơi bài thông thường, tarot có bốn chất khác nhau trong bộ bài tùy theo khu vực: các chất của bộ bài mang phong cách Pháp ở Bắc Âu, phong cách Latinh ở Nam Âu và  Đức ở Trung Âu. Mỗi chất có 14 lá bài: mười lá pip đánh số từ một (hoặc Ace) đến mười, và bốn lá bài hình (King, Queen, Knight và Jack/Knave/Page).
Ngoài ra, tarot có một bộ bài gồm 21 lá bài riêng biệt và một lá bài duy nhất được gọi là The Fool. Tùy thuộc vào trò chơi, the Fool có thể đóng vai trò là con át chủ bài hàng đầu hoặc có thể để tránh làm theo. Những lá bài tarot này vẫn được sử dụng trên khắp Châu Âu để chơi các trò chơi bài thông thường mà không có các liên tưởng huyền bí.
Tại một số các quốc gia nói tiếng Anh, nơi những trò chơi này không được chơi thường xuyên, các lá bài tarot được sử dụng chủ yếu cho các mục đích tìm tòi và tiên đoán, thường sử dụng các bộ bài được thiết kế đặc biệt. Một số người sử dụng tarot để xem bói bài tin rằng các lá bài có mối liên hệ bí truyền với Ai Cập cổ đại, Kabbalah, Mật tông Ấn Độ hoặc Kinh Dịch, mặc dù nghiên cứu học thuật đã không tìm thấy bằng chứng tài liệu về nguồn gốc như vậy hoặc về việc sử dụng tarot để bói toán trước thế kỷ 18.

## Lịch sử

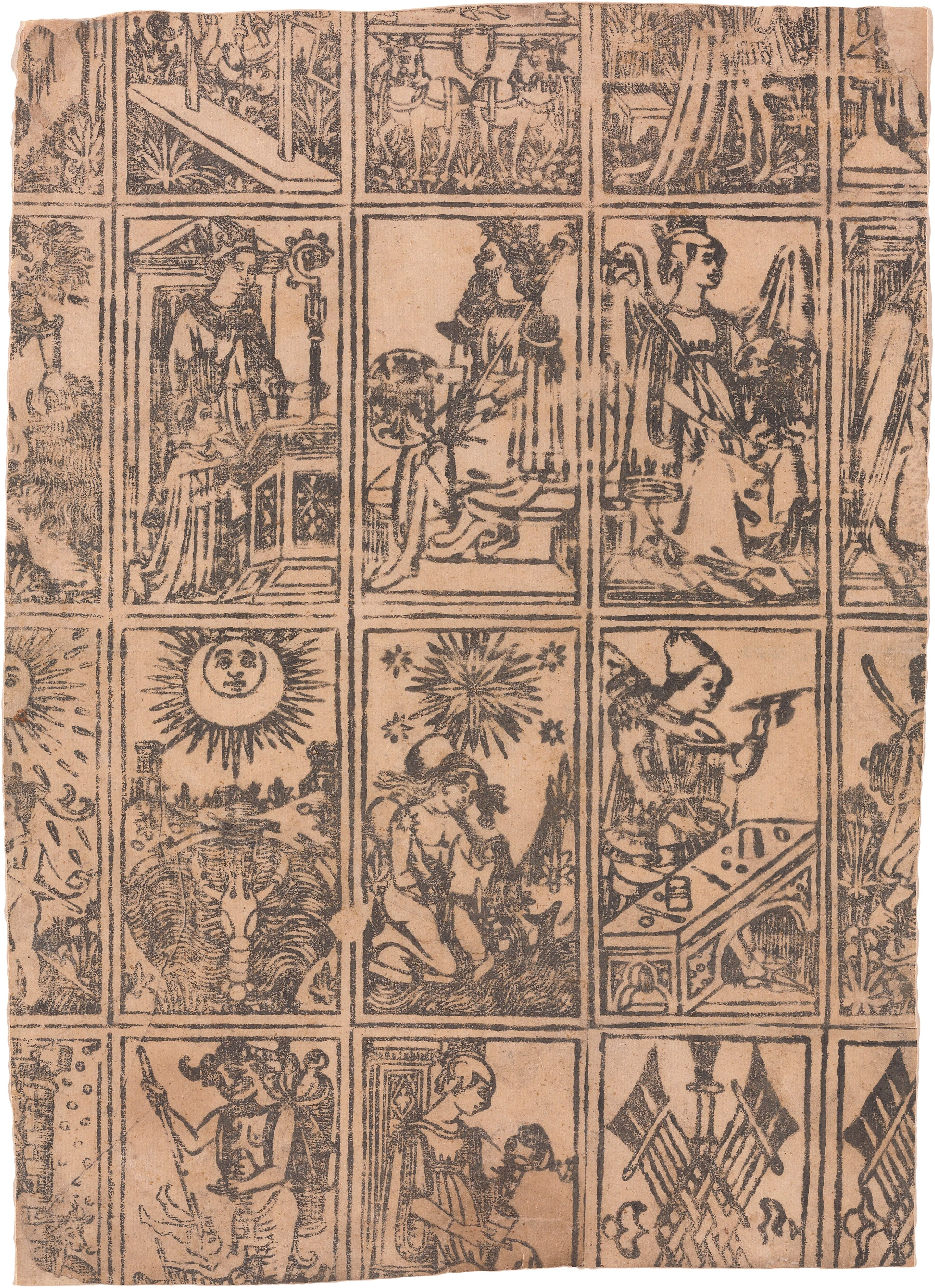
Bói bài ở Milan, khoảng năm 1500.

Chơi bài lần đầu tiên du nhập vào châu Âu vào cuối thế kỷ 14, rất có thể là từ Mamluk Ai Cập khi bắt người do thái làm nô lệ đã tham khảo vào tri thức của Kinh Thánh..
Ghi chép đầu tiên xuất hiện từ năm 1367 ở Berne và chúng dường như đã lan truyền rất nhanh trên toàn châu Âu, như có thể thấy từ các tài liệu còn sót lại, chủ yếu là các trò chơi bài bị cấm. Người ta biết rất ít về sự xuất hiện và số lượng của những lá bài này; thông tin quan trọng duy nhất được cung cấp bởi một văn bản của John of Rheinfelden vào năm 1377 từ Freiburg im Breisgau, người, ngoài các phiên bản khác mô tả gói cơ bản chứa 4 quân bài gồm 13 lá bài vẫn còn tồn tại, các quần thần thường là Vua, Ober và Unter ("thống chế"), mặc dù Dames và Queens đã được biết đến vào thời điểm đó.
Một kiểu chơi bài ban đầu đã phát triển là kiểu bài với các quân bài như Batons hoặc Clubs, Coins, Swords và CupsNhững bộ quần áo này vẫn được sử dụng trong các ván bài truyền thống của Ý, Tây Ban Nha và Bồ Đào Nha, nhưng cũng đã được điều chỉnh thành các bộ được sử dụng đặc biệt cho các bộ bài bói toán tarot xuất hiện lần đầu vào cuối thế kỷ 18.
Ở Florence, một ván bài mở rộng được gọi là Minchiate được sử dụng. Ván bài 97 lá này bao gồm các biểu tượng chiêm tinh và bốn nguyên tố, cũng như các mô típ tarot truyền thống.
Mặc dù một nhà thuyết giáo người Đa Minh đã khắc sâu chống lại cái ác vốn có trong các lá bài (chủ yếu là do việc sử dụng chúng trong đánh bạc) trong một bài giảng vào thế kỷ 15, không có sự lên án thường xuyên nào về tarot trong suốt lịch sử ban đầu của nó.
Vì những lá bài tarot sớm nhất được vẽ bằng tay nên số lượng bộ bài được sản xuất được cho là rất ít. Chỉ sau khi phát minh ra máy in thì việc sản xuất hàng loạt lá bài mới có thể thực hiện được. Sự lan tỏa của tarot ra ngoài nước Ý, đầu tiên là Pháp và Thụy Sĩ, xảy ra trong Các cuộc chiến tranh Ý. Mẫu tarot quan trọng nhất được sử dụng ở hai quốc gia này là Tarot of Marseilles có nguồn gốc từ Milan.

## Bộ bài
Hiện tồn tại rất nhiều loại bài Tarot, và không có tiêu chuẩn nào về số lượng hay hình thức bộ bài. Mặc dù các quân bài, chất và ý nghĩa là như nhau, nhưng hình minh hoạ thì lại rất khác nhau. Chủ đề của mỗi bộ bài cũng khác nhau, có thể là về thiên nhiên, động vật, rồng,... Cỗ bài Tarot phổ biến nhất tại Mỹ hiện nay là bộ Rider-Waite, được tạo ra vào năm 1909 bởi A.E.Waite, một nhân vật xuất chúng thuộc Hermetic Order of the Golden Dawn, và được sản xuất bởi công ty Rider & Company. Họa sĩ vẽ bài là Pamela Colman Smith. Cỗ bài 78 quân này là cỗ bài phổ biến và dễ mua nhất tại Mỹ. Dù sao thì, theo The Hermitage: A Tarot History Site thì không có bộ bài Tarot nào được coi là "tuyệt đối" cả.
Một cỗ bài Tarot bao gồm Bộ Ẩn Phụ - Minor Arcana và Bộ Ẩn Chính - Major Arcana. Giống như những cỗ bài Tây khác, bộ ẩn phụ gồm 4 "chất", nhưng thay vì rô-cơ-bích-tép, thì 4 chất ở bộ ẩn phụ là: Wands, Swords, Cups và Circles (hay Pentacles).
Mỗi chất đều có một ý nghĩa tương ứng với một khía cạnh nào đó của cuộc sống. Những quân bài chứa 4 chất này được đánh số từ 1 đến 10, và thêm các quân bài Hoàng gia: The King, Queen, Knight và Page. Bộ ẩn phụ cho biết những điều "phụ", tức là những khía cạnh nhỏ và thường ngày trong cuộc sống.
Bộ ẩn chính không có chất. Chúng bao gồm những quân bài có hình riêng và thể hiện những nguyên tắc, quan niệm và lý tưởng. Chúng được đánh số từ 1 đến 21, và quân bài thứ 22 – The Fool – được đánh số 0. Bộ ẩn chính thể hiện năng lượng mạnh, lâu dài hay những sự kiện lớn trong cuộc sống.

## Bói bài Tarot

### Tarot spread
Bước đầu tiên của bói Tarot, là người được bói sẽ bốc một số lượng bài nhất định từ bộ bài. Vài ý kiến cho rằng làm vậy để "truyền năng lượng" từ người đó cho bộ bài. Người được bói cần phải tập trung vào câu hỏi hoặc vấn đề mà họ cần lời khuyên trong lúc rút các lá bài. Theo truyền thống thì còn có nhiều bước phức tạp hơn nữa.
Khi các lá bài được rút xong, thầy bói sẽ xếp những lá bài đó theo thứ tự thành một khuôn mẫu gọi là spread. Mỗi vị trí trên spread đều có ý nghĩa nhất định, và hiện tại có rất nhiều cách để xếp spread, từ một lá bài đơn lẻ trong bộ đến cách xếp toàn bộ 78 lá bài. Việc sử dụng spread nào phụ thuộc vào người đọc bài và kiểu câu hỏi hay vấn đề của người được bói. Một số spread tập trung nhiều hơn đến một vài loại thông tin nhất định. Ví dụ, một spread có thể chuyên để bói về chuyện tình cảm, spread khác lại tập trung vào mối quan hệ với người khác. Một trong số những spread phổ biến nhất là Celtic Cross. Thực tế tồn tại rất nhiều spread thường dùng, và đặc biệt người đọc bài còn có thể tự tạo spread của riêng mình.
Ví dụ trong spread Celtic Cross, bạn có thể thấy có một trật tự nhất định trong spread này, và mỗi lá bài ở mỗi vị trí đều thể hiện một ý nghĩa nào đó. Và mỗi vị trí lại có nhiều ý nghĩa khác nhau, điều này phụ thuộc vào người hỏi. Và còn nữa, ý nghĩa mỗi lá bài còn có thể được kết hợp với các lá bài khác, chúng ảnh hưởng lẫn nhau và tạo ra sự thay đổi trong ý nghĩa mỗi lá bài.

### Phương pháp
Hiện nay có hai phương pháp bói Tarot khác nhau: bói qua câu hỏi và bói mở.
Với cách bói qua câu hỏi – question readings – bạn phải có một câu hỏi cụ thể nào đó. Tarot sẽ không đưa ra câu trả lời chính xác; nhưng qua những lá bài Tarot, bạn có thể định hướng và tự đưa ra quyết định cho chính bản thân mình. Quá trình bói Tarot qua câu hỏi phải làm đúng trình tự, điều này rất quan trọng. Bạn phải:
- Sử dụng những câu hỏi "mở": nếu câu hỏi của bạn là câu hỏi "đóng", thì bộ bài Tarot sẽ không giúp thêm được gì cho bạn cả. Ví dụ với câu hỏi sau: "Làm thế nào để mẹ chồng tôi đồng ý với việc vợ chồng tôi sẽ chuyển ra ở riêng" – khác hẳn với việc hỏi "Làm thế nào để chung sống hoà bình với mẹ chồng". Hãy bắt đầu từ nguồn gốc của vấn đề (chung sống hoà bình) chứ không phải là từ những lựa chọn (chuyển ra ở riêng) của bạn.
- Tìm mức độ cụ thể phù hợp: Câu hỏi của bạn cần phải đủ để định hướng, nhưng không được quá cụ thể. Thay vì việc tìm hiểu về một mặt nào đó cụ thể, bạn cần tìm cách nhìn rộng hơn, bao quát hơn về vấn đề. Ví dụ, thay vì hỏi ‘làm thế nào để cuộc sống gia đình bớt lộn xộn hơn", thì hãy hỏi rằng "làm thế nào để cân bằng thời gian biểu của con trẻ và thời gian biểu của người lớn". Rõ ràng câu hỏi sau tập trung vào vấn đề "thời gian biểu", và vậy là hợp lý. Nhưng đừng đặt câu hỏi theo kiểu "Làm thế nào để sắp xếp lịch chơi bóng rổ, bóng đá, cầu lông... mà vẫn có thời gian quan tâm tới gia đình" – câu hỏi này thì lại quá cụ thể về "lịch chơi thể thao" rồi. Thông tin trong câu hỏi phải ở một mức độ phù hợp, không chung chung quá nhưng cũng đừng cụ thể quá.
- Tập trung vào bản thân bạn: nếu là bói cho bạn, hãy đảm bảo rằng câu hỏi này tập trung vào bạn nhiều hơn là tập trung vào những đối tượng khác, ngay cả khi đó là chủ thể của vấn đề. Ví dụ, câu hỏi "tại sao con trai bạn lại hút thuốc lá" là tập trung vào con bạn, chứ không phải là bạn. Hãy hỏi là "bạn có vai trò gì, bạn có làm gì khiến con bạn hút thuốc lá hay không" sẽ là câu hỏi chuẩn.
- Trung lập: hãy đặt câu hỏi một cách trung lập, đừng quá thiên về một mặt hay một hướng giải quyết nào đó. Như vậy lá bài Tarot sẽ giúp bạn có được định hướng tốt. Ví dụ, "Tại sao tôi lại phải làm việc nhà nhiều hơn vợ tôi" không phải là câu hỏi trung lập, thay vì đó, hãy hỏi "Làm thế nào để vợ chồng tôi có thể chia sẻ việc nhà với nhau" mới là tốt.
- Khách quan: Đảm bảo rằng câu hỏi của bạn mang tính khách quan, mong chờ điều gì đó. Thay vì hỏi tại sao may mắn không đến như mong đợi, hãy hỏi rằng làm thế nào để may mắn đến với bạn.
Phương pháp thứ 2, bói mở - Open Readings – hướng đến các mặt rộng hơn của cuộc sống chứ không gói gọn trong các câu hỏi như question readings. Thường thì những vấn đề này đều có mốc của nó, ví dụ như khi bạn lập gia đình, khi bạn tốt nghiệp đại học,... Bạn có thể hướng đến một mảng nào đó, ví dụ như sức khoẻ, hay sự nghiệp... và kết quả của lần bói này cũng sẽ tương ứng với chúng...

## Người bói bài Tarot
Người bói bài tarot thường được gọi là tarot reader (trong khi người xem hay người có thắc mắc cần giải quyết được gọi là querent). Mặc dù tarot là một hình thức tiên tri, người bói bài không nhất thiết phải có một khả năng đặc biệt nào về tâm linh hay năng lượng. Để học được nghệ thuật bói bài Tarot, bạn có thể đọc sách, tham gia các khoá học và thậm chí có thể được cấp chứng chỉ. Các khoá học được dạy online hoặc offline bởi các giáo viên dạy Tarot hoặc các tổ chức Tarot.
Có tất cả bảy mức độ chứng chỉ được cung cấp bởi Tarot Certification Board of America. Để được cấp các chứng chỉ này, bạn cần phải có kinh nghiệm bói Tarot cũng như vượt qua các bài kiểm tra tiêu chuẩn. Dưới đây là các loại chứng chỉ:
- Certified Apprentice Tarot Reader (CATR)
- Certified Tarot Reader (CTR)
- Certified Professional Tarot Reader (CPTR)
- Certified Tarot Consultant (CTC)
- Certified Tarot Master (CTM)
- Certified Tarot Instructor (CTI)
- Certified Tarot Grandmaster (CTGM)

Ngoài ra còn có các chứng chỉ được cấp bởi American Board for Tarot Certification bao gồm 5 cấp độ:
- Tarot Associate (TA)
- Tarot Professional (TP)
- Tarot Masters (TM)
- Tarot Education (TE)
- Tarot Sage (TS)

Một vài quốc gia khác có hệ thống chứng chỉ Tarot riêng của mình.